# Ovidiu Ionescu
Ovidiu Ionescu (n. 28 iunie 1989, Buzău, România) este un jucător român profesionist de tenis de masă care joacă la Post SV Mühlhausen și SCM Gloria Buzău.

## Carieră
Ionescu a concurat la Jocurile Olimpice de vară din 2016 la proba de simplu, fiind eliminat în turul trei de Marcos Freitas.
În septembrie 2018, Ionescu a ajuns la prima sa finală a Campionatelor Europene, dar a pierdut în fața numărului 1 Timo Boll. El l-a învins pe deținătorul titlului continental Emmanuel Lebesson în runda a doua, pe ocupantul locului 6, Jonathan Groth, în optimile de finală, pe ocupantul locului 9, Vladimir Samsonov, în sferturile de finală și pe ocupantul locului 8, Kristian Karlsson, în semifinale.
La Campionatele Mondiale de la Budapesta din 2019, Ovidiu Ionescu a câștigat medalia de bronz la dublu, alături de spaniolul Álvaro Robles. La Campionatele Europene din 2022 a cucerit cu Bernadette Szőcs medalia de argint la dublu mixt.

## Titluri
- Campionatele României: 3 titluri la simplu (2015, 2016, 2017,2018,2019,2020,2021,2023,2024)
- Single European Runner-Up 2018
- Campionatele Europene: 1 medalie de argint (2022), 2 medalii de bronz la dublu mixt împreună cu Bernadette Szőcs (2012, 2016)

## Cluburi
Ovidiu Ionescu joacă în Germania din 2005. A intrat în clasamentul mondial la simplu - Top 100 pentru prima dată în 2016.